# Kouame Autonne
Kouame Autonne Kouadio (Ouragahio, 22 settembre 2000) è un calciatore ivoriano naturalizzato emiratino, difensore dell'Al-Ain e della Nazionale emiratina.

## Carriera

### Club
Kouame cresce calcisticamente nel settore giovanile del ASEC Mimosas. Nel settembre del 2019 si è trasferito negli Emirati Arabi Uniti firmando con la squadra del Khor Fakkan, facendo il suo esordio da professionista con la squadra emiratina il 19 ottobre, giocando titolare la sfida persa dalla sua squadra per 3-1 contro l'Al-Jazira, nella quarta giornata della UAE Arabian Gulf League 2018-2019. Resta per due stagioni con la squadra del Khor Fakkan collezionando 31 presenze in campionato, conditi anche da un goal, guadagnandosi così le attenzioni di vari club, sia degli Emirati Arabi Uniti che di alcuni europei.
Nell'estate del 2021 Kouame si trasferisce, ma decise di restare sempre negli Emirati Arabi Uniti, firmando un contratto di tre anni con la squadra dell'Al-Ain. Esordisce con la maglia dell'Al Ain il 20 agosto 2021, nella prima giornata della UAE Arabian Gulf League 2021-2022, proprio contro la sua ex squadra del Khor Fakkan, giocando titolare e realizzando anche il goal del definitivo 3-1.

### Nazionale
Dopo aver acquisito la cittadinanza degli Emirati Arabi Uniti nel 2023, Kouame è diventato elegibile per giocare per la nazionale del paese arabo. Il 5 settembre 2024 ha fatto il suo esordio con la divisa della nazionale degli Emirati Arabi Uniti, giocando titolare nella sfida vinta per 3-1 contro il Qatar, partita valida per le qualificazioni al campionato mondiale di calcio 2026.

## Statistiche

### Presenze e reti nei club
Statistiche aggiornate al 2 gennaio 2025..
| Stagione           | Squadra            | Campionato         | Campionato | Campionato | Coppe nazionali | Coppe nazionali | Coppe nazionali | Coppe continentali | Coppe continentali | Coppe continentali | Altre coppe | Altre coppe | Altre coppe | Totale | Totale | Totale |
| Stagione           | Squadra            | Comp               | Pres       | Reti       | Comp            | Pres            | Reti            | Comp               | Pres               | Reti               | Comp        | Pres        | Reti        | Pres   | Reti   |        |
| ------------------ | ------------------ | ------------------ | ---------- | ---------- | --------------- | --------------- | --------------- | ------------------ | ------------------ | ------------------ | ----------- | ----------- | ----------- | ------ | ------ | ------ |
| 2019-2020          | Khor Fakkan        | PL                 | 15         | 1          | CPA+AGL         | 1+3             | 0+0             | -                  | -                  | -                  | -           | -           | -           | 19     | 1      |        |
| 2020-2021          | Khor Fakkan        | PL                 | 16         | 0          | CPA+AGL         | 1+4             | 0+1             | -                  | -                  | -                  | -           | -           | -           | 21     | 1      |        |
| Totale Khor Fakkan | Totale Khor Fakkan | Totale Khor Fakkan | 31         | 1          |                 | 9               | 1               |                    | 0                  | 0                  |             | 0           | 0           | 40     | 2      |        |
| 2021-2022          | Al-Ain             | PL                 | 19         | 3          | CPA+AGL         | 0+4             | 0+1             | -                  | -                  | -                  | -           | -           | -           | 23     | 4      |        |
| 2022-2023          | Al-Ain             | PL                 | 25         | 1          | CPA+AGC         | 6+5             | 0+1             |                    | -                  | -                  | SU          | 1           | 0           | 37     | 2      |        |
| 2023-2024          | Al-Ain             | PL                 | 20         | 2          | CPA+AGC         | 2+6             | 0+1             | ACL                | 13                 | 2                  | -           | -           | -           | 41     | 5      |        |
| 2024-2025          | Al-Ain             | PL                 | 22         | 2          | CPA+AGC         | 1+1             | 0+0             | ACLE               | 7                  | 0                  | CI+Cdm      | 1+1         | 0+0         | 33     | 2      |        |
| Totale carriera    | Totale carriera    | Totale carriera    | 117        | 9          |                 | 34              | 4               |                    | 20                 | 2                  |             | 3           | 0           | 174    | 15     |        |

### Cronologia presenze e reti in nazionale
| Cronologia completa delle presenze e delle reti in nazionale ― Emirati Arabi Uniti | Cronologia completa delle presenze e delle reti in nazionale ― Emirati Arabi Uniti | Cronologia completa delle presenze e delle reti in nazionale ― Emirati Arabi Uniti | Cronologia completa delle presenze e delle reti in nazionale ― Emirati Arabi Uniti | Cronologia completa delle presenze e delle reti in nazionale ― Emirati Arabi Uniti | Cronologia completa delle presenze e delle reti in nazionale ― Emirati Arabi Uniti | Cronologia completa delle presenze e delle reti in nazionale ― Emirati Arabi Uniti | Cronologia completa delle presenze e delle reti in nazionale ― Emirati Arabi Uniti |
| Data                                                                               | Città                                                                              | In casa                                                                            | Risultato                                                                          | Ospiti                                                                             | Competizione                                                                       | Reti                                                                               | Note                                                                               |
| ---------------------------------------------------------------------------------- | ---------------------------------------------------------------------------------- | ---------------------------------------------------------------------------------- | ---------------------------------------------------------------------------------- | ---------------------------------------------------------------------------------- | ---------------------------------------------------------------------------------- | ---------------------------------------------------------------------------------- | ---------------------------------------------------------------------------------- |
| 05-09-2024                                                                         | Al-Rayyan                                                                          | Qatar                                                                              | 1 – 3                                                                              | Emirati Arabi Uniti                                                                | Qual. Mondiali 2026                                                                | -                                                                                  |                                                                                    |
| 10-09-2024                                                                         | Al-'Ayn                                                                            | Emirati Arabi Uniti                                                                | 0 – 1                                                                              | Iran                                                                               | Qual. Mondiali 2026                                                                | -                                                                                  |                                                                                    |
| 10-10-2024                                                                         | Al-'Ayn                                                                            | Emirati Arabi Uniti                                                                | 1 – 1                                                                              | Corea del Nord                                                                     | Qual. Mondiali 2026                                                                | -                                                                                  |                                                                                    |
| 14-11-2024                                                                         | Abu Dhabi                                                                          | Emirati Arabi Uniti                                                                | 3 – 0                                                                              | Kirghizistan                                                                       | Qual. Mondiali 2026                                                                | -                                                                                  | 46’                                                                                |
| 19-11-2024                                                                         | Abu Dhabi                                                                          | Emirati Arabi Uniti                                                                | 5 – 0                                                                              | Qatar                                                                              | Qual. Mondiali 2026                                                                | -                                                                                  | 90+2’                                                                              |
| 21-12-2024                                                                         | Al Kuwait                                                                          | Qatar                                                                              | 1 – 1                                                                              | Emirati Arabi Uniti                                                                | Coppa delle nazioni del Golfo 2024 - 1º turno                                      | -                                                                                  |                                                                                    |
| 24-12-2024                                                                         | Al Kuwait                                                                          | Emirati Arabi Uniti                                                                | 1 – 2                                                                              | Kuwait                                                                             | Coppa delle nazioni del Golfo 2024 - 1º turno                                      | -                                                                                  | 81’                                                                                |
| Totale                                                                             |                                                                                    | Presenze                                                                           | 7                                                                                  |                                                                                    | Reti                                                                               | 0                                                                                  |                                                                                    |

## Palmarès

### Club

#### Competizioni nazionali
- UAE Arabian Gulf League: 1

Al-AIn: 2021-2022
- UAE Arabian Gulf Cup: 1

Al-AIn: 2021-2022

#### Competizioni internazionali
- AFC Champions League: 1

Al-Ain: 2023-2024